# Brännkyrka och Södertörns Trafik (BST)

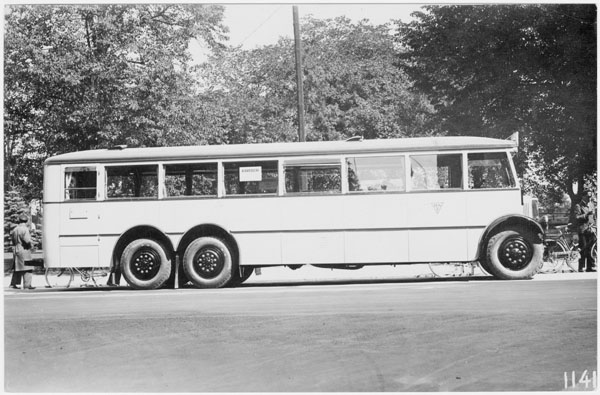
Buss tillhörande BST

Brännkyrka och Södertörns Trafikaktiebolag (BST) var ett bussbolag som under 1930-talet bedrev busstrafik i Stockholms södra förorter. Det grundades 1930 genom sammanslagning av Brännkyrka Trafik AB och Södertörns Trafik AB och övertog flera mycket små bussbolag. 1931 hade bolaget 22 bussar och trafikerade 18 linjer. Redan 1931 övertogs fyra linjer inom Stockholms stad av AB Stockholms Spårvägar. 1937 såldes nio linjer till Statens Järnvägar (SJ) Biltrafik i Huddinge. Återstoden övertogs av Järnvägsaktiebolaget Stockholm-Saltsjön som bedrev trafiken under namnet Busstrafiken Stockholm - Södertörn.